# 金斯灣基地 (喬治亞州)
金斯灣基地（英語：Koings Bay Base）是位於美國喬治亞州康登縣的一個人口普查指定地區。

## 地理
金斯灣基地的座標為30°47′53″N 81°33′54″W / 30.79806°N 81.56500°W，而該地最高點為海拔高度5米（即16英尺）。

## 人口
根據2010年美國人口普查的數據，金斯灣基地的面積為4.98平方千米，當中陸地面積為4.90平方千米，而水域面積為0.08平方千米。當地共有人口1777人，而人口密度為每平方千米356人。